# Francisco Chaló
Francisco Alexandre Chaló est un entraîneur de football portugais né le 10 février 1964 à Ermesinde (Portugal).
Il a entraîné durant plusieurs années le Clube Desportivo Feirense en Liga Vitalis (deuxième division).

## Carrière
| Saison    | Club             | Division | Class. | J  | V  | N  | D  |
| --------- | ---------------- | -------- | ------ | -- | -- | -- | -- |
| 1998-1999 | FC Pedras Rubras | D        | 1er    | 34 | 20 | 8  | 6  |
| 1999-2000 | FC Pedras Rubras | III      | 6e     | 34 | 16 | 4  | 14 |
| 2000-2001 | FC Pedras Rubras | III      | 2e     | 34 | 19 | 8  | 7  |
| 2001-2002 | FC Pedras Rubras | II B     | 12e    | 38 | 12 | 13 | 13 |
| 2002-2003 | CD Feirense      | II       | -      | 21 | 5  | 5  | 11 |
| 2003-2004 | CD Feirense      | II       | 12e    | 34 | 10 | 12 | 12 |
| 2004-2005 | CD Feirense      | II       | 7e     | 34 | 14 | 7  | 13 |
| 2005-2006 | CD Feirense      | II       | -      | 21 | 5  | 5  | 11 |
| 2006-2007 | sans emploi      |          |        |    |    |    |    |
| 2007-2008 | Naval 1er mai    | I        | -      | 4  | 0  | 2  | 2  |
| 2008-2009 | CD Feirense      | II       | 5e     | 30 | 11 | 9  | 10 |
| 2009-2010 | CD Feirense      | II       | -      | -  | -  | -  | -  |